# Latnik

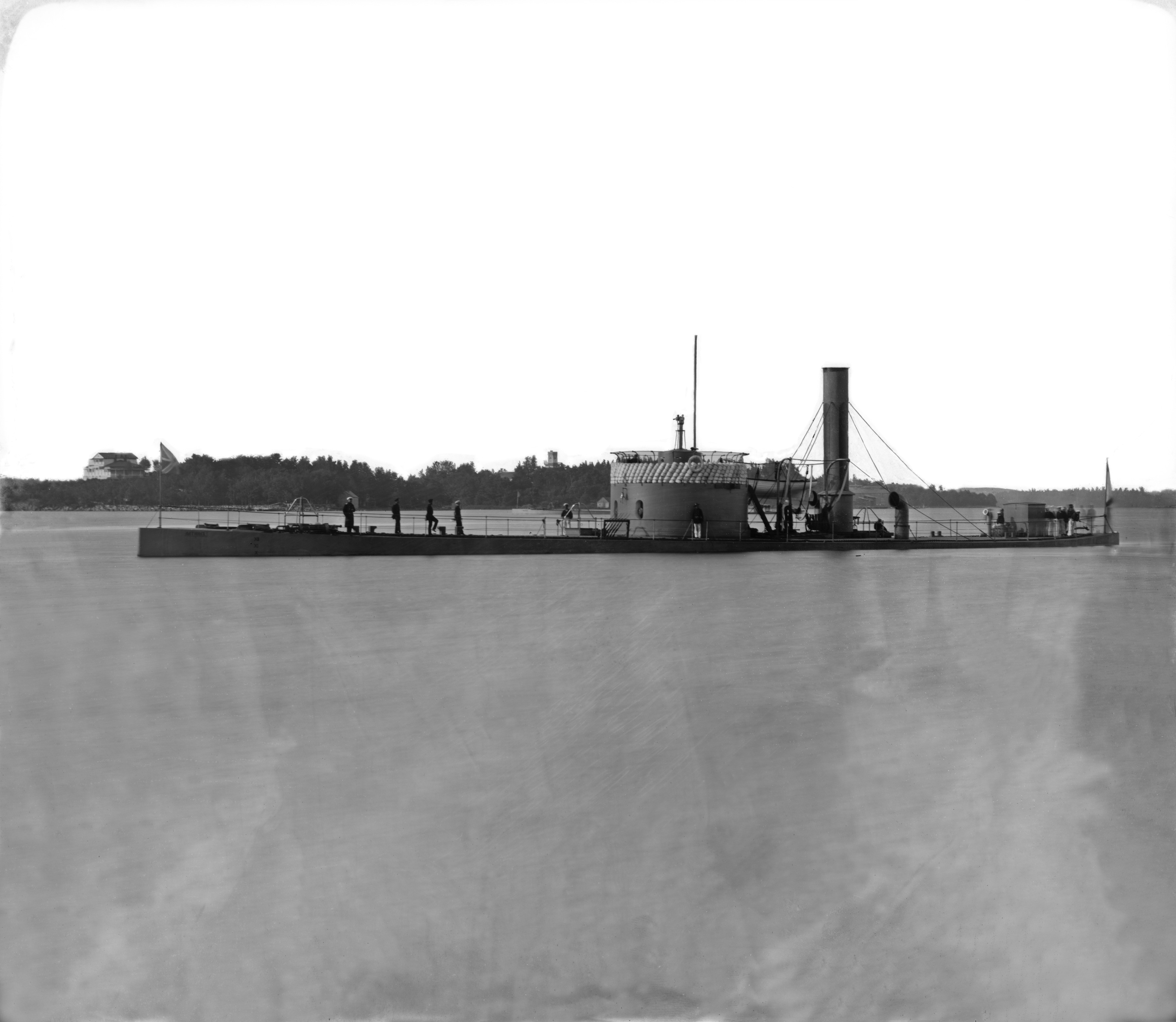
Le Latnik vers 1870.

Le Latnik (Латник, en français : le cuirassier) est une canonnière cuirassée de défense côtière à tourelle unique de rang II de la classe Ouragan de la flotte impériale russe, construit dans le cadre du programme de construction navale de monitors en 1863.
Jusqu'au 15 mai 1869, cette canonnière était classée comme bateau à tourelle, après avoir été reclassée en tant que monitor, et en 1892 en tant que cuirassé de défense côtière. En 1903, le navire a été reconstruit en barge à charbon non automotrice n° 38, classée en 1914 en barge n° 326.
Le Latnik mesurait 61,3 m de longueur, avec un maître-bau de 14 m et un tirant d'eau de 3,3 m. Il déplaçait 1 500 à 1 600 tonnes longues (1 524 à 1 626 t), et comprenait un équipage de huit officiers et quatre-vingt huit hommes d'équipage en 1865, dix officiers et cent hommes d'équipage en 1877. 

## Projet
En 1862, le capitaine du 1er rang Stepan Lessovski et le capitaine du Corps du département naval de l'Empire russe Nikolaï Artséoulov rapportent des États-Unis une documentation technique sur les monitors à tourelle de la classe Passaic. Le concepteur en chef de ce projet était John Ericsson. 
Face à la menace de l'éventualité d'une nouvelle guerre avec l'Angleterre et la France, le ministère de la Marine de l'Empire russe développe en 1863 un « programme de construction de monitors », prévoyant la construction de dix navires à tourelle unique (l'Ouragan, le Typhon, le Strelets (l'Archer), la Licorne, le Cuirassé, le Latnik, le Koldoun (le Sorcier), le Peroun, le Vechtchoun, la Lava) et d'un bateau blindé à deux tourelles (le Smiertch) pour la protection du Golfe de Finlande - le golfe étant défendu par Kronstadt avec mines et positions d'artillerie. Ce projet est basé sur le programme américain. Par ordre du chef du ministère, l'amiral Krabbe, le projet est finalisé dans le chantier naval modèle du port de Saint-Pétersbourg.

## Construction
Les navires Ouragan, Typhon, Strelets, Licorne, Cuirassé, Latnik, Peroun et Lava sont construits aussi bien dans des usines d'État que dans des chantiers navals privés de la capitale impériale. Pour aller plus vite, les navires Koldoun et Vechtchoun sont construits en Belgique par les usines de Cockerill et en partie terminés à Saint-Pétersbourg et assemblés sur l'île Goutouïevski. La construction se déroule à un rythme accéléré, y compris la nuit, si bien qu'en un an seulement (1864-1865), les dix bâtiments sont construits. Les ingénieurs qui en dirigent la construction sont entre autres Nikolaï Artséoulov, Nestor Korchikov, Chrysanthe Prokhorov, etc. Les machines pour l'Ouragan, le Typhon, le  Strelets et la Licorne sont construites à Saint-Pétersbourg à l'usine Berda, tandis que le Cuirassé et le Latnik le sont au chantier naval Carr & McPherson, la Lava et le Peroun à l'usine Ijorsky, le Koldoun et le Vechtchoun en Belgique chez Cockerill. Le blindage se passe dans les usines Ijorsky. La construction se fait pour un coût de 1 141 800 roubles.
Le Latnik est terminé le 5 juin 1863 au chantier naval Carr & McPherson (aujourd'hui chantier naval de la Baltique), le signe officiel a lieu le 12 décembre 1863. Le 26 août 1863, le Latnik est inclus dans les listes des navires de la flotte de la Baltique. Le navire est mis à l'eau officiellement le 10 mars 1864, sans machines, mécanismes de tourelle, plaques blindées et avec seulement les deux tiers du nombre total de chaks et poutres en bois constituant la doublure. Avant la descente du bateau, il a fallu environ 35 000 pouds de fer pour la construction, et le montant payé est de 56 8956 roubles d'argent et 50 kopecks. Au cours de l'été, les plaques de blindage et les machineries sont installées, et la timonerie et les canons sont fournis. Le 1er octobre 1864, le Latnik et le Cuirassé arrivent sous remorqueur à Saint-Pétersbourg, où la finition est achevée. Le 8 octobre le Latnik fait marcher sa machinerie et procède aux essais préliminaires des mécanismes. La transition et les essais en mer sur un mile montrent que le Latnik et le Cuirassé, construits à l'usine Carr et MacPherson, fonctionnent mieux que les autres bateaux à tourelle de la série. Des essais de virage à pleine vitesse démontrent qu'à partir de la position du gouvernail, le bateau a terminé le virage, en décrivant 16 points en 2 minutes 20 secondes. Le 17 octobre, le Latnik effectue des tirs pratiques dans la rade orientale. Le ciblage à l'aide du système Kolz s'est avéré inefficace - sur 60 tirs, aucun n'a touché le bouclier, ils ont donc utilisé la méthode de viser les tours selon le système du capitaine Ring - les deux premiers coups ont touché le bouclier. Le 31 mai 1865, le Latnik entre dans les tests finaux. Le bateau est accepté dans la liste du trésor public le 9 juillet 1865. 

### Armement

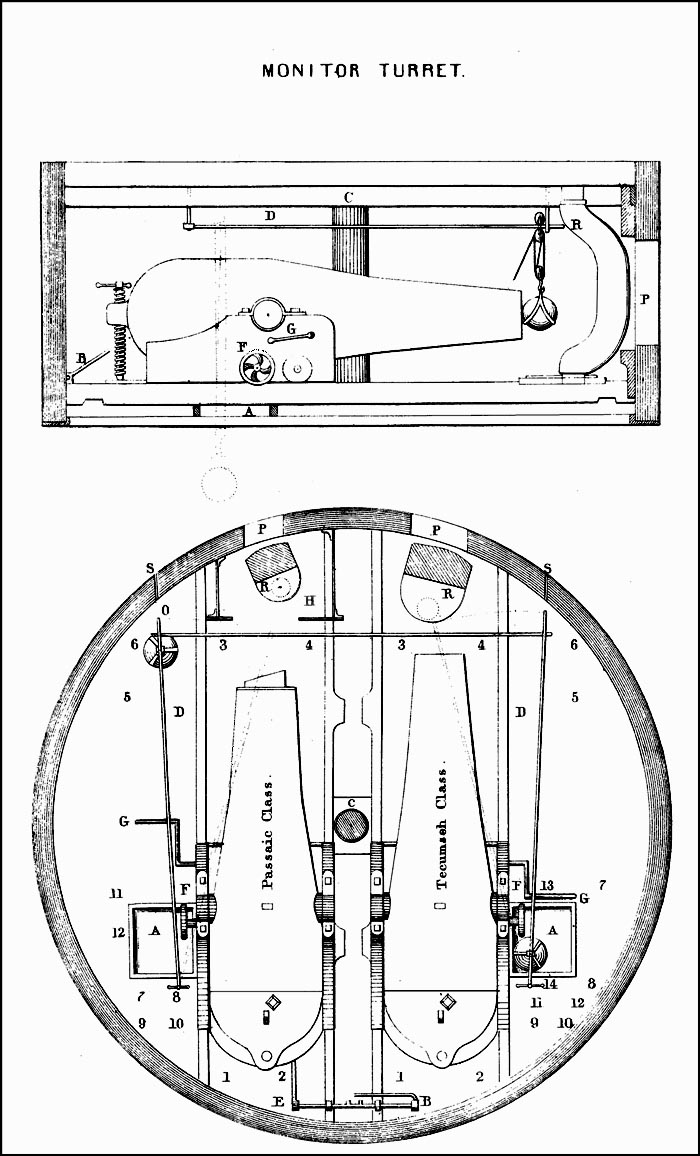
Disposition du canon.

La conception originale comprenait deux canons Krupp à canon lisse de 9 pouces (229 mm) de 1864. À partir de 1868, deux canons en fonte lisse de 15 pouces (380 mm) du modèle 1864 de l’usine Olonetsky avec une munition de 100 cartouches sont installés. Entre 1872 et 1874, le monitor subit une autre remise à neuf et l’artillerie se compose de deux canons de calibre 17 de 9 pouces. À partir de 1878, des canons de calibre 22 de 9 pouces et 300 cartouches sont livrés. À la fin des années 1870, deux canons à grande vitesse de 45 mm sont ajoutés.

## Service
Le 15 mai 1869 le Latnik, ainsi que d’autres bateaux à tourelle de classe Ouragan sont reclassés en monitors, et en 1892 - en armadillos de défense côtière de IIe rang.
Le 24 juin 1900, toutes les défenses blindées de la série sont désarmées, déclassées et livrées au port de Kronstadt pour un usage économique. Le 31 juillet de la même année le grand-duc Alexis Alexandrovitch de Russie, amiral-général, ordonne d’exclure les armadillos de la défense côtière Cuirassé, Vechtchoun, Licorne, Koldoun, Lava, Latnik, Peroun, Strelets, Typhon et Ouragan des listes de la flotte. L’ordre correspondant pour le département maritime est émis le 5 août 1900 avec le numéro 134.
En 1903, il est reconstruit en une barge à charbon non motorisée sous le n° 38 et en n° 326 en 1914. Le 25 octobre 1917, la barge fait partie de la flotte de la Baltique rouge. Après la signature de la paix de Brest-Litovsk en avril 1918, elle demeure dans les eaux d'Helsingfors en raison de l’impossibilité de la transférer à Kronstadt.
Selon certaines sources, la coque se trouverait dans le port à charbon de Saint-Pétersbourg, mais ces données ne sont pas confirmées.

## Commandants
- 1890-1892 lieutenant-capitaine Nikolaï Haupt